# APEC Estados Unidos 2023
El APEC Estados Unidos 2023 fue la reunión anual de jefes de Estado y de Gobierno de las economías pertenecientes al Foro de Cooperación Económica Asia-Pacífico (en inglés, Asia-Pacific Economic Cooperation, APEC).
Por tercera vez, Estados Unidos acogió una reunión de APEC, después de haber organizado las cumbres de 1993 en Blake Island y de 2011 en Honolulu.

## Preparativos
En noviembre del 2023, San Francisco comenzó a evacuar a todas las personas sin hogar de ciertas partes de la ciudad en preparación para la cumbre. El 25 de septiembre, un funcionario de alto rango del departamento de Obras Públicas de la ciudad envió un correo electrónico a los funcionarios de la ciudad enumerando siete intersecciones a las que apuntar, escribiendo que debido a la próxima cumbre, estaba "preocupado por los campamentos históricos que están cerca de áreas prioritarias". El San Francisco Chronicle señaló que "las siete intersecciones se encuentran en dos vecindarios que durante mucho tiempo han estado en el epicentro de las implacables crisis de personas sin hogar y mercados públicos de drogas en San Francisco".

## Eventos

### Participantes
Debido a las sanciones impuestas por el gobierno de los Estados Unidos, el presidente ejecutivo de Hong Kong, John Lee, no fue invitado a la cumbre. En respuesta, el Ministerio de Asuntos Exteriores chino reiteró sus llamamientos para que los EE. UU. levante las sanciones contra Lee y "cumpla con la debida responsabilidad como anfitrión de APEC, invitando al jefe ejecutivo John Lee Ka-chiu a la reunión". Finalmente, el gobierno de Hong Kong anunció que Lee no asistiría debido a "problemas de programación", y el secretario de Finanzas, Paul Chan, asistiría en su lugar. El presidente mexicano, Andrés Manuel López Obrador, anunció inicialmente que no asistiría a la cumbre debido a desacuerdos con la presidenta peruana, Dina Boluarte. Sin embargo, luego cambió su decisión y dijo que asistiría. El presidente ruso Vladímir Putin, a quien la Corte Penal Internacional emitió una orden de arresto tras la invasión rusa de Ucrania, no asistirá a la cumbre, y en su lugar asistirá el vice primer ministro Alexey Overchuk.
Esta fue la primera reunión de APEC entre el primer ministro de Malasia, Anwar Ibrahim, la Presidenta del Perú, Dina Boluarte, el primer ministro de Tailandia, Srettha Thavisin, y el presidente de Vietnam, Võ Văn Thưởng. Si bien Thưởng es el jefe de Estado de Vietnam, el verdadero líder del país es el secretario general del Partido Comunista, Nguyễn Phú Trọng, quien no asistió a la cumbre.
La cobertura internacional se centró en la reunión bilateral entre el presidente estadounidense Joe Biden y el presidente chino Xi Jinping el 15 de noviembre, celebrada al margen de la cumbre de APEC. Xi y Biden se reunieron virtualmente en la reunión organizada por Nueva Zelanda en 2021, la primera cumbre de APEC de la presidencia de Biden, pero la vicepresidenta Kamala Harris viajó en lugar de Biden a Tailandia en 2022 (Xi fue anfitrión de la cumbre del 2014 con la asistencia del presidente estadounidense de ese entonces, Barack Obama). en Beijing). La anticipación en los Estados Unidos por la reunión del 2023 por parte de los dos líderes precedió al evento en San Francisco. Aunque esta es la primera reunión APEC en persona de Biden después de que tuvo que ser completamente remota en la cumbre de 2021 antes mencionada, la segunda en general.
| Participantes en la Reunión de Líderes Económicos de APEC 2023 | Participantes en la Reunión de Líderes Económicos de APEC 2023 | Participantes en la Reunión de Líderes Económicos de APEC 2023 | Participantes en la Reunión de Líderes Económicos de APEC 2023 | Participantes en la Reunión de Líderes Económicos de APEC 2023 |
| Miembros | Nombres usados en la APEC                                      | Posición                                                       | Nombre                                                         |                                                                |
| --- | -------------------------------------------------------------- | -------------------------------------------------------------- | -------------------------------------------------------------- | -------------------------------------------------------------- |
| Australia | Australia                                                      | Primer ministro                                                | Anthony Albanese                                               |                                                                |
| Brunéi | Brunei Darussalam                                              | Sultán                                                         | Hassanal Bolkiah                                               |                                                                |
| Canadá | Canadá                                                         | Primer ministro                                                | Justin Trudeau                                                 |                                                                |
| Chile | Chile                                                          | Presidente                                                     | Gabriel Boric                                                  |                                                                |
| China | República Popular China                                        | Secretario general Presidente                                  | Xi Jinping                                                     |                                                                |
| Colombia | Colombia                                                       | Presidente                                                     | Gustavo Petro Urrego                                           |                                                                |
| Hong Kong* | Hong Kong, China                                               | Secretario Fianciero                                           | Paul Chan                                                      |                                                                |
| Indonesia | Indonesia                                                      | Presidente de Indonesia                                        | Joko Widodo                                                    |                                                                |
| Japón | Japón                                                          | Primer ministro                                                | Fumio Kishida                                                  |                                                                |
| Corea del Sur | República de Corea                                             | Presidente de Corea del Sur                                    | Yoon Suk-yeol                                                  |                                                                |
| Malasia | Malasia                                                        | Primer ministro                                                | Anwar Ibrahim                                                  |                                                                |
| México | México                                                         | Presidente                                                     | Andrés Manuel López Obrador                                    |                                                                |
| Nueva Zelanda* | Nueva Zelanda                                                  | Ministro de Comercio                                           | Damien O'Connor                                                |                                                                |
| Papúa Nueva Guinea | Papúa Nueva Guinea                                             | Primer ministro                                                | James Marape                                                   |                                                                |
| Perú | Perú                                                           | Presidenta                                                     | Dina Boluarte                                                  |                                                                |
| Filipinas | Filipinas                                                      | Presidente                                                     | Bongbong Marcos                                                |                                                                |
| Rusia* | Rusia                                                          | Vicepresidente del Gobierno                                    | Alexey Overchuk                                                |                                                                |
| Singapur | Singapur                                                       | Primer ministro                                                | Lee Hsien Loong                                                |                                                                |
| Taiwán* | Taipei Chino                                                   | Representante especial del Presidente                          | Morris Chang                                                   |                                                                |
| Tailandia | Tailandia                                                      | Primer ministro                                                | Srettha Thavisin                                               |                                                                |
| Estados Unidos | Estados Unidos                                                 | Presidente                                                     | Joe Biden (Anfitrión)                                          |                                                                |
| Vietnam | Vietnam                                                        | Presidente                                                     | Võ, Văn Thưởng                                                 |                                                                |
| (*) El jefe ejecutivo de Hong Kong John Lee, el presidente de Rusia Vladímir Putin, el presidente de Taiwán Tsai Ing-wen y el primer ministro en funciones de Nueva Zelanda Chris Hipkins no asistieron al encuentro; en su lugar acudieron representantes enviados por ellos. |                                                                |                                                                |                                                                |                                                                |

### Protestas e incidentes
Antes de la llegada de secretario general del Partido Comunista de China Xi Jinping, se llevaron a cabo manifestaciones cerca del aeropuerto internacional de San Francisco y del lugar de reunión que abarcaron una variedad de temas, en particular la objeción a la presencia de Xi Jinping en los Estados Unidos. World Journal y Sing Tao Daily informaron que cientos de personas fueron transportadas en autobuses desde todo Estados Unidos para dar la bienvenida a Xi.
Los reporteros taiwaneses fueron acosados y se les impidió filmar cerca de la Torre del Museo St. Regis.